# Alias Flequillo
Alias Flequillo, que también se exhibió como La pantera del gatillo, es una película en blanco y negro de Argentina dirigida por Julio Saraceni sobre el guion de Abel Santa Cruz que se estrenó el 11 de septiembre de 1963 y que tuvo como protagonistas a Pepe Marrone, Inés Moreno, Florén Delbene y Perla Alvarado.

## Sinopsis
La policía utiliza al Sr. Buendía para obtener información sobre un gánster al cual es idéntico.

## Reparto
- Pepe Marrone …Orígenes Buendía / Atilio Degrossi, alias "Flequillo"
- Inés Moreno …Honorata Berti, la Pelipeli
- Florén Delbene …Comisario Inspector Benito Rivadavia
- Perla Alvarado …La Floridori
- José de Ángelis …Parodi
- Roberto Blanco …Corbata
- Adolfo García Grau …Oficial Romero
- Eduardo Nóbili …Juan José Pereira, alias "Galanacho"
- Orestes Soriani …Inspector general
- Ricardo Jordán …Efraín Villoldo, alias Varilla
- José Maurer …Sergio
- Celia Geraldy …Mujer en comisaría
- Zulma Grey …Mujer en pelea de catch
- Humberto Selvetti …Carmelo Capotosto, "el Gordo"
- Rafael Chumbita …Secuaz de Parodi
- Luisa Ruiz …Rosita Caporale
- Isabel Deimaz
- Rodolfo Lapacó
- Alberto Quiles
- Carlos Serafino …experto en descifrar lenguajes en códigos
- Míster Chile …Luchador
- Juan Carlos Dorrego
- Hugo Montero
- Raúl Ricutti …Preso
- Osvaldo López Sansac
- Rocky Martini …Árbitro
- Mario Savino …Caporale
- Adelco Lanza …Pareja de baile
- Gangitano …Pareja de baile
- Héctor Fuentes …Policía

## Comentarios
La Nación vio en el filme a:

”Marrone con sus recetas de seguro efecto.”

King en El Mundo destacó:

”En una labor eficacísima, Inés Moreno.”

Antonio Salgado comentó en Tiempo de Cine:

”Toda situación está tan lejos de la verosimilitud dramática como todo personaje de la psicología. Debe reconocerse, empero, que el film tiene algún dinamismo para acumular chistes.”

Por su parte, Manrupe y Portela escriben:

”La vieja historia de dos personajes para un mismo actor en un film que aún hoy tiene momentos divertidos. Todo un clásico de Marrone en su momento de mayor popularidad.”